# حقوق الإنسان في السعودية
تستند حقوق الإنسان في المملكة العربية السعودية إلى تفسيرات المذهب الحنبلي في الشريعة الإسلامية. الحكم في السعودية قائم على مبادئ العدل والمساواة وتعمل السعودية حاليًا على مراجعة الاستراتيجية الوطنية لحقوق الإنسان في المملكة وخطتها التنفيذية التي ترتكز على ستة محاور رئيسة ينبثق منها أكثر من 100 مبادرة تشمل جميع مجالات حقوق الإنسان. وتتضمن رؤية المملكة 2030 العديد من مجالات حقوق الإنسان، كالحق في الحياة، والحق في الأمن، والحق في الصحة، والحق في التربية والتعليم والتدريب والحق في العمل وحماية الأسرة وتمكين المرأة، وتعزيز المشاركة في الحياة السياسية والعامة وغيرها.
ويتم تنفيذ عقوبة الإعدام على جرائم محددة. المظاهرات والاحتجاجات ممنوعة بشكل تام ومنذ الاحتجاجات والتظاهرات بين عامي 2011 و2013 أصبح إعلان أو توجيه أي شكل من أشكال المعارضة أو النقد بحق المسؤولين السياسيين أو رجال الدين في السعودية أو (الإضرار بمصالح الدولة) جريمة. وتتعرض الحكومة السعودية لانتقادات تتعلق باضطهاد الأقليات الدينية والعرقية والنساء. وتنفي المملكة وقوع أي انتهاكات تتعلق بحقوق الإنسان رغم قيام مجموعات مختصة بحقوق الإنسان مثل منظمة العفو الدولية وهيومن رايتس ووتش والجمعية الوطنية لحقوق الإنسان بالسعودية مرات عديدة بالتعبير عن قلقها على وضع حقوق الإنسان في البلاد.
السعودية أكدت أن أنظمتها تكفل حرية الرأي والتعبير، وتكوين الجمعيات، بما فيها نظام المطبوعات والنشر، ونظام الجمعيات والمؤسسات الأهلية، وأنها لا تمنع الممارسات السلمية المشروعة.
وفي ديسمبر 2018، أشاد المنسق المقيم للأمم المتحدة بالإنابة فراس غرايبة بجهود المملكة في حماية حقوق الإنسان وتنظيمها لاحتفالية الذكرى السبعين للإعلان العالمي لحقوق الإنسان، معتبرًا هذه المبادرة تعبيرًا عن التزام المملكة بدعم القيم العالمية لحقوق الإنسان.
صادقت حكومة السعودية على اتفاقية الأمم المتحدة لمناهضة التعذيب عام 1997، كما يرد بند حقوق الإنسان في المادة الخامسة من القانون الأساسي للمملكة. وتعتبر الجمعية الوطنية لحقوق الإنسان أول منظمة مستقلة في مجال حقوق الإنسان في السعودية، وتأسست في عام 2004.
بناءً على الدراسة المرفوعة من مجلس الشورى ووزارة الداخلية بالمملكة العربية السعودية قرر مجلس الوزراء السعودي إنشاء هيئة حكومية مستقلة تسمى هيئة حقوق الإنسان يرأسها الدكتور بندر بن محمد العيبان
وفي العام 2008 صادق مجلس الشورى السعودي على الميثاق العربي لحقوق الإنسان.

## العقوبات الجسدية والإعدام

خريطة تظهر الدول التي تطبق عقوبات بدنية، ومنها السعودية

المملكة العربية السعودية هي واحدة من حوالي ثلاثين دولة تطبق عقوبات بدنية في إطار قانوني وقضائي، وذلك على عدد قليل من الجرائم، وبعد توفر شروط مشددة، وهذا يشمل بتر اليدين أو القدمين كعقوبة لجريمتي السرقة والحرابة، والجلد على جرائم أقل مثل «الانحراف الجنسي» أو السكر. ولا يوجد عدد محدد للجلدات حسب القانون، لذلك فالأمر منوط بالقاضي وتأويله. ويتراوح العدد بين عشرات إلى مئات الجلدات بحسب حال الجاني وما أقدم عليه، وهو ما يعرف بعقوبة التعزير وهي عقوبة يقررها القاضي في ما لم يرد فيه حد شرعي أو كفارة، ويكون الهدف منها الردع والإصلاح، وتأخذ أشكالًا متعددة، ولولي الأمر أن يعفو عن الجاني قبل تعزيره. وبدأ عدد من القضاة في السعودية في تطبيق بدائل العقوبات السالبة للحرية، كتنفيذ المعاقب لأعمال يعود نفعها على المجتمع.
في أبريل 2020 قلصت السعودية من صلاحيات الأحكام التعزيرية المتروكة لتأويلات القضاة ضمن خطة إصلاحات في مجال حقوق الإنسان، حيث أوقفت أحكام القتل تعزيرا على الأشخاص الذين لم يتموا 18 عاما وقت ارتكابهم الفعل المعاقب عليه، بمن فيهم المحكوم عليهم بالقتل في جرائم إرهابية كما ألغت عقوبة الجلد وقررت استبدالها بعقوبتي السجن أو الغرامة، أو بعقوبات بديلة بحسب ما يصدره ولي الأمر من أنظمة أو قرارات بهذا الشأن.
انتقدت لجنة الأمم المتحدة لمناهضة التعذيب في سنة 2004 المملكة العربية السعودية لتطبيق عقوبة بتر الأطراف والجلد التي تقوم بها في إطار تطبيق الشريعة الإسلامية. ورد الوفد السعودي بالدفاع عن «التقاليد القانونية» التي وجدت منذ ظهور الإسلام ورفضت أي تدخل في الشأن السعودي وفي السلطة القضائية.
| خريطة العالم لعقوبة الإعدام ألغيت لكل الجرائم ألغيت للجرائم التي لم ترتكب في ظروف استثنائية (كظروف الحرب) ألغيت عملياً عقوبة قانونية لجرائم معينة |

تطبق السعودية أيضا عقوبة الإعدام. بما في ذلك عمليات الإعدام العلنية بقطع الرأس وتطبق هذه العقوبة على جرائم محددة بما في ذلك القتل والاغتصاب والسطو المسلح وترويج المخدرات والردة  والزنا  والسحر والشعوذة  وهي جرائم تصنف في الشريعة الإسلامية بالكبرى لانتهاكها الضرورات الخمس التي شدد الإسلام على حفظها وحمايتها وهي حفظ الدين وحفظ النفس وحفظ النسل وحفظ المال وحفظ العقل، وتطبق هذه العقوبة إما بقطع الرأس  أو الرجم أو رميا بالرصاص أو الصلب وقال متحدث باسم الجمعية السعودية لحقوق الإنسان (وهي منظمة غير حكومية) إن عدد الإعدامات آخذ في الارتفاع نظرا لارتفاع معدلات الجريمة وإن السجناء يعاملون معاملة إنسانية وإن قطع الرؤوس هو ردع للجريمة.
وحسب تقرير منظمة العفو الدولية فقد استمرت المحاكم في فرض أحكام الجلد كعقوبة رئيسية أو إضافية على ارتكاب العديد من الجرائم. فقد حُكم على ما لا يقل عن خمسة متهمين بالجلد من 1000 جلدة إلى 2,500 جلدة. كما نُفذت عقوبة الجلد في السجون.
وردت أنباء عن أن أفعال التعذيب وغيره من أشكال إساءة المعاملة للمعتقلين والسجناء المحكومين كانت شائعة ومتفشية وتُرتكب بدون حساب أو عقاب بوجه عام. ومن بين أساليب التعذيب التي ذُكرت: الضرب والتعليق من الأطراف والحرمان من النوم. وكان المحتجون من بين الذين تعرضوا للتعذيب والاحتجاز بمعزل عن العالم الخارجي لعدة أيام أو أسابيع بدون تهمة أو محاكمة. لكن السعودية تؤكد أن أنظمتها تجرم جميع أشكال التعذيب وسوء المعاملة، ومن ذلك ما أكدته المادة الـ (2) من نظام الإجراءات الجزائية من حظر إيذاء المقبوض عليه جسديًّا أو معنويًّا، وحظر تعريضه للتعذيب أو المعاملة المهينة للكرامة. كما تضمنت المادة الـ (36) من النظام ذاته وجوب معاملة المقبوض عليه بما يحفظ كرامته، وعدم جواز إيذائه جسديًّا أو معنويًّا، ووجوب إخباره بأسباب إيقافه، وتمكينه من حقه في الاتصال بمن يرى إبلاغه.
وأوجبت المادة الـ (102) من النظام أن يتم استجواب المتهم في حال لا تأثير فيها على إرادته في إبداء أقواله، وعدم جواز تحليفه أو استعمال وسائل الإكراه ضده. كما أن أعمال رجال الضبط الجنائي فيما يتعلق بوظائفهم في الضبط الجنائي تخضع لإشراف أعضاء النيابة العامة وفق ما نصت عليه المادة الـ (25) من نظام الإجراءات الجزائية، وأن جميع السجون ودور التوقيف تخضع كذلك للتفتيش القضائي والإداري والصحي والاجتماعي وفقًا للمادة الـ (5) من نظام السجن والتوقيف؛ فتختص النيابة العامة بموجب المادة الـ (3) من نظامها بالرقابة والتفتيش على السجون ودور التوقيف، والاستماع إلى شكاوى المسجونين والموقوفين، والتحقق من مشروعية سجنهم أو توقيفهم، ومشروعية بقائهم بالسجن أو دور التوقيف بعد انتهاء مدة السجن أو التوقيف المقررة، واتخاذ الإجراءات اللازمة لإطلاق سراح مَن سُجن أو أُوقف منهم بدون سبب مشروع، وتطبيق ما تقضي به الأنظمة في حق المتسببين في ذلك.
كما أن هيئة حقوق الإنسان تقوم وفق ما نص عليه تنظيمها في الفقرتين (الـ6 والـ7) من المادة الـ (5) بزيارة السجون ودور التوقيف في أي وقت دون إذن من جهة الاختصاص، كما تقوم برفع تقارير عن هذه الزيارات إلى الملك، إضافة إلى ما تتلقاه من شكاوى متعلقة بحقوق الإنسان، والتحقق من صحتها، واتخاذ الإجراءات النظامية بشأنها. كما أنه يتم الاطمئنان في كل مرحلة من أن جميع الموقوفين والسجناء يخضعون للفحص الطبي فور إيداعهم في التوقيف أو السجن، ويتم إجراء الكشف الطبي عليهم بشكل دوري. في بداية عام 1422هـ أنشئت لجنة لرعاية السجناء والمفرج عنهم وأسرهم وتهتم باتخاذ الوسائل الكفيلة برعايتهم وتحسين حياتهم ودعمهم مادياً ومعنوياً وإعادة تأهيلهم بما يكفل لهم حياة كريمة.
من بين الذين أعدموا في عام 2016؛ كان الشاب علي سعيد آل ربح الذي حوكم دون سن الثامنة عشر وقت وقوع بعض الجرائم حيث أدين من القضاء السعودي، باشتراكه في تكوين مجموعة إرهابية تهدف إلى زعزعة الأمن الداخلي في البلاد واستهداف رجال الأمن والاعتداء على الممتلكات العامة والخاصة وإتلافها والقيام بأعمال التخريب والتحريض على المشاركة في المظاهرات والمسيرات، واستغلالها من خلال حيازته لمسدس مع ذخيرة دون ترخيص بقصد الإفساد والإخلال بالأمن، وإطلاق النار على مركز شرطة العوامية برفقة مجموعة من الأشخاص، واشتراكه مع مجموعة من الأشخاص في رمي قنابل المولوتوف على عدد من السيارات الأمنية، مما أدى إلى اشتعال النار في إحداها واستيلائه عليها بعد ترجل رجال الأمن، وغيرها من الجرائم. علمًا أن المملكة طرفا في اتفاقية حقوق الطفل وهذا يُلزمها ويفرض عليها اتباع ما جاء في الاتفاقية وما نَصَّتْ عليه بما في ذلك عدم محاكمة الأطفال دون سن الثامنة عشر وعدم الحكم عليهم بالإعدام أو السجن مدى الحياة دون وجود إمكانية للإفراج عنهم. تم اعتقال كل من علي محمد النمر عقب توجيه عدة اتهامات له بالانضمام إلى خلية إرهابية وحمل الأسلحة واستهداف الدوريات الأمنية بقنابل المولتوف ، وعبد الله زاهر وداود المرهون عام 2012 علما أن أعمارهم تتراوح ما بين 17 و16 و17 سنة على التوالي وهم مهددين بتنفيذ حكم الإعدام في حقهم في أي وقت. وفي 10 تموز/يوليو تم الحكم على عبد الكريم آل الحواج بالإعدام وأيدت محكمة الاستئناف ذلك؛ بعدما وجدته مذنبا بارتكاب جرائم عندما كان عمره 16 عاما. كما أُدين أربعة شبان بارتكاب جرائم متصلة بالأمن بعد مشاركتهم في الاحتجاجات المناهضة للحكومة.
وأكدت السعودية أن عقوبة الإعدام لا تصدر إلا في أشد الجرائم خطورة، وبعد توافر أدلة قطعية الثبوت على نسبة الجريمة لمرتكبها، ومحاكمة عادلة، ومراجعة قضائية متعددة المراحل؛ إذ تُنظَر القضية من قِبل (ثلاثة) قضاة في المحاكم الجزائية، ثم (خمسة) قضاة في محكمة الاستئناف، ثم (خمسة) قضاة في المحكمة العليا.

## حرية الرأي والتعبير
في تقريرها السنوي لأحداث عام 2016، قالت منظمة ههيومن رايتس ووتش إن السلطات السعودية استمرت في سياستها القمعية للنشطاء المطالبين بالإصلاح والمعارضين السياسيين. المنظمة الدولية وثقت إدانة أكثر من 12 ناشطًا بتهم على خلفية أنشطتهم السلمية، وحُكم عليهم بفترات سجن مطولة. التقرير وثق استمرار السلطات في سجن الناشط خالد أبو خير الصادر بحقه حكم بالسجن 15 سنة على خلفية انتقاداته السلمية للانتهاكات الحقوقية في البلاد. المنظمة وثقت أيضًا الحكم على الصحفي علاء برنجي بالسجن 5 سنوات والمنع من السفر 8 سنوات بسبب تغريدة على موقع تويتر انتقد فيها السلطات. في يونيو 2016، حظرت السلطات جمعية الحقوق السياسية والمدنية واعتقلت جميع مؤسسيها وحاكمتهم أمام محكمة الإرهاب.
في سبتمبر 2017، اعتقلت السعودية عددًا من النشطاء في مجال حقوق الإنسان بما في ذلك الأكاديمي والروائي مصطفى الحسن، عبدالله المالكي، عصام الزامل الذين اعتقلوا بتاريخ 12 أيلول/سبتمبر 2017، كما تم اعتقال اثنين من الأعضاء المؤسسين لجمعية الحقوق المدنية والسياسية في السعودية وهما عبد العزيز آل شبيلي وعيسى آل حامد وذلك بتاريخ 16 أيلول/سبتمبر 2017 حيث وُجهت لهم تهمة واحدة وهي «التواصل مع المنظمات الدولية من أجل نشر صورة سيئة عن المملكة»،  وقد حكم على أحدهما بالسجن مدة 11 عاما ثم تسع سنوات من حظر السفر بعد انقضاء مدة محكوميته.[بحاجة لمصدر]
انتقد المقرر الخاص للأمم المتحدة بشأن مكافحة الإرهاب بن إيمرسون في تقريره المملكة العربية السعودية بسبب انتهاكها لحقوق الإنسان باسم مكافحة الإرهاب وذلك خلال زيارته إلى المملكة في الفترة من 30 نيسان/أبريل إلى 4 أيار/مايو 2017. ووفقا للتقرير ذاته فإن السعودية تستخدم ذريعة الإرهاب وقانون مكافحته قصد محاكمة المدافعين عن حقوق الإنسان بالإضافة إلى الكتاب وكل من ينتقد دين الإسلام.
في نوفمبر 2017، نددت منظمة هيومن رايتس بقانون جديد لمكافحة الإرهاب أقرته السعودية يتضمن تعريفات غامضة وفضفاضة للأفعال الإرهابية، ويعاقب عليها في بعض الحالات بالإعدام. المنظمة الدولية أكدت أن القانون الجديد يقوض الإجراءات القانونية الواجبة وحقوق المحاكمة العادلة، كما يجرم مجموعة كبيرة من الانتقادات والأعمال السلمية التي لا علاقة لها بالإرهاب. هيومن رايتس ووتش اتهمت أيضًا السطات السعودية بالاستمرار في إسكات المنتقدين السلميين واحتجازهم بتهم زائفة وتعريضهم للتعذيب وشتى ضروب المعاملة غير الإنسانية.

## حقوق المرأة
أتاحت الإصلاحات التي نفذتها السعودية للمرأة فرصة المشاركة في التنمية والاقتصاد، ومن ذلك صدور أمر للجهات المعنية بعدم مطالبة المرأة بالحصول على موافقة ولي الأمر عند تقديم الخدمة لها، أو إنهاء الإجراءات الخاصة بها، إضافة إلى إنشاء مجلس شؤون الأسرة وتخصيص إحدى لجانه لشؤون المرأة، وصدور نظام الحماية من الإيذاء، ومدونة الأحكام القضائية، وتخصيص مركز لتلقي بلاغات العنف الأسري.
وقد أشادت المنسقة المقيمة للأمم المتحدة في السعودية ناتالي فوستيه بالإصلاحات التشريعية التي اتخذتها المملكة في مجال تعزيز حقوق المرأة في السنوات الأخيرة، وعلى وجه الخصوص السماح بإصدار رخص قيادة السيارات للنساء، والامتناع عن اشتراط حصول المرأة على إذن ولي الأمر الذكر للاستفادة من الخدمات والإجراءات، إلا في الحالات التي يشترطها القانون، بالإضافة إلى قانون الحماية من الإيذاء الذي يجرم العنف، وتعديل قانون الأحوال المدنية، الذي أعطى للمرأة الحق في الحصول على بطاقة الهوية الوطنية. كما ثمنت الجهود التي بذلتها المملكة من أجل تحسين إطارها المؤسساتي بغية الإسراع بالقضاء على التمييز ضد المرأة وتعزيز المساواة بين الجنسين، وذلك باعتماد رؤية 2030 وخطة التنمية العاشرة التي تستهدف تمكين المرأة وزيادة مساهمتها في التنمية الاقتصادية والاجتماعية.
وتشكل النساء 19.7% من القوة العاملة في المملكة، وتستهدف رؤية المملكة 2030 الوصول إلى نسبة 30% وتقوم السياسة العامة في السعودية على مبدأ «منع الاختلاط» والفصل بين الجنسين. وفي بعض الأسر ينظر إلى دور المرأة على أنه يقتصر على البقاء في المنزل ورعاية الزوج والأسرة فقط. وشهدت المملكة أمثلة كثيرة لسيدات ناجحات حتى أن بعضهن يدرن الأسرة عوضا عن أزواجهن. علاوة على ذلك فإن التقاليد السعودية تسمح بالاختلاط بين الرجال والنساء داخل الأسرة (مداخل للنساء ومداخل للرجال).
في أغسطس 2019 أقرت السعودية تعديلات على وثائق السفر ونظام الأحوال المدنية، تكفل للمرأة حقها في استخراج جواز السفر دون الرجوع إلى إذن ولي أمرها، وتضمن تقديم الإجراءات ذاتها للذكور والإناث على حد سواء، في ما يتعلق بحرية السفر والحصول على وثيقة جواز السفر، وتمنح للمرأة حقها في التبليغ عن المواليد والوفيات وحالات الزواج والطلاق والمخالعة، وإمكانية تقديم طلب بإصدار سجل للأسرة، وقد كانت هذه الإجراءات في نظام الأحوال المدنية سابقا تتطلب حضور الرجل بصفته رب الأسرة.

### قيادة السيارات
حظرت المملكة العربية السعودية منذ تأسيسها وحتى رفع الحظر عام 2017 على النساء قيادة السيارات. وقامت الحكومة بتطبيق حظر القيادة على النساء بشكل صارم داخل المدن واعتقلت عدداً من النساء اللواتي طالبن بتشريع القيادة أثناء فترة الحظر. وكانت أولى الحركات الفعلية للمطالبة بالقيادة سنة 1990 عندما أقدمت 47 امرأة على قيادة سيارات في شوارع الرياض. مارست العديد من النساء الريفيات قيادة السيارات أثناء فترة الحظر بشكل طبيعي.

### تحديد سن الزواج بعمر 18 عامًا
طبقت المملكة قانون تحديد سن الزواج للمرأة والرجل بعمر 18 عامًا وذلك في ديسمبر من عام 2019، وفقًا لما جاء في نظام حماية الطفل ولائحته التنفيذية، ومنعت بذلك المأذونين من إجراء عقود الزواج لمن يقل عمره أو عمرها عن 18 عامًا، ويتضمن القرار محاسبة المأذونين المخالفين لهذا النظام والرفع بذلك للوزارة لإصدار العقوبات اللازمة بحقهم.

## الحرية الدينية

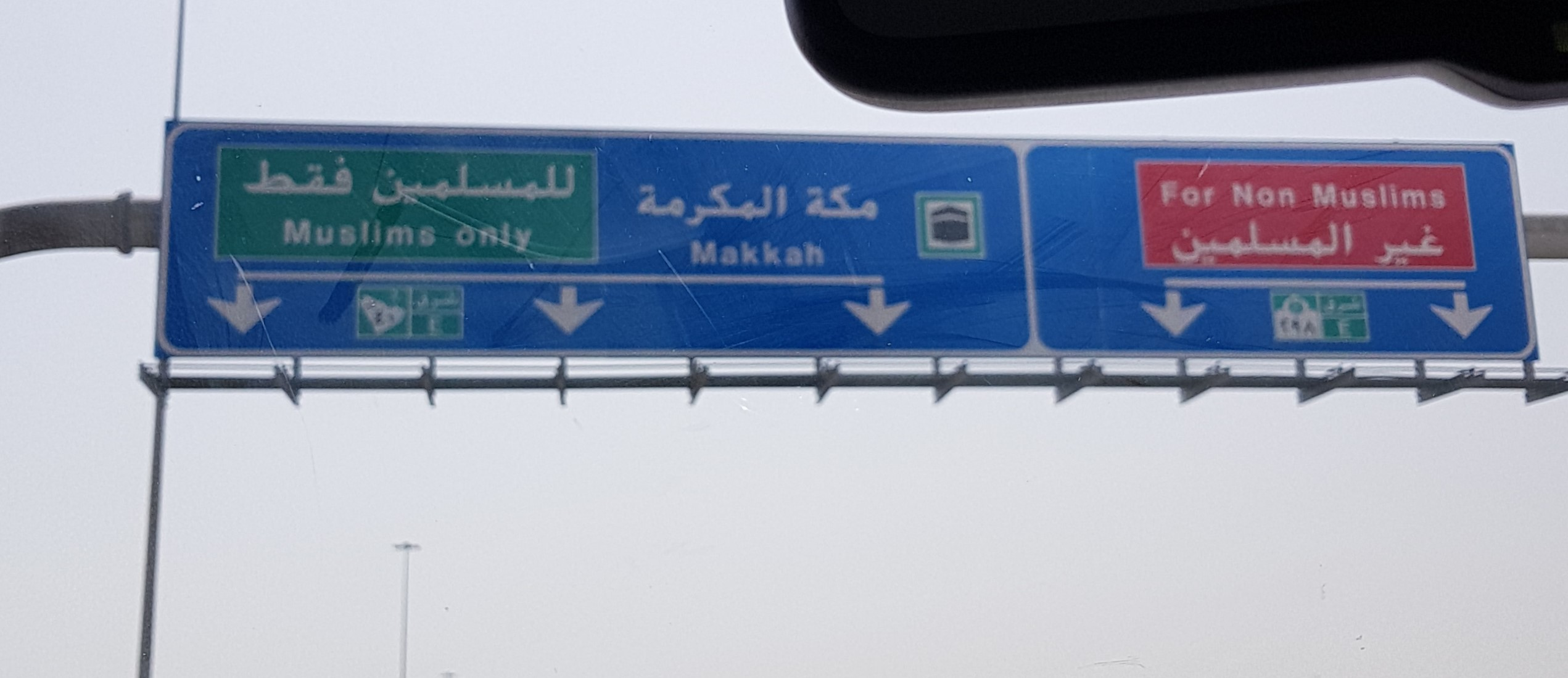
منع دخول غير المسلمين لمكة

لا يسمح في السعودية بممارسة غير المسلمين لشعائرهم بشكل علني. ليس هناك قانون محدد ينص على وجوب أن يكون المواطنون مسلمين. ولكن قانون الجنسية يفرض على المتقدمين بطلب التجنس أن يشيروا إلى انتمائهم الديني وبشهادة أحد رجال الدين المحليين. وأعلنت الحكومة السعودية أن القرآن الكريم والسنة النبوية هما مصدرا التشريع وهما الدستور نفسه فلا الدولة ولا حتى المجتمع يقبلان بمبدأ فصل الدين عن الدولة ويستند النظام القانوني إلى الشريعة الإسلامية وتستمد المحاكم الشرعية قوانينها أساسا من أحكام القرآن والسنة. كما تسمح الحكومة للشيعة بأن يستخدموا أحكامهم القانونية الخاصة بهم في المسائل الغير جنائية والغير إجرامية
أعرب مسؤولون في الفاتيكان في عهد البابا بينديكتوس السادس عشر عن قلقهم من منع المسيحيين من أداء شعائرهم الدينية بصفة علنية في المملكة العربية السعودية. وباعتبارها دولة إسلامية فإن المملكة العربية السعودية تعامل المسلمين بطريقة فضلى خاصة في شهر رمضان، إذ أن الأكل والشرب والتدخين في النهار قبل وقت الإفطار ممنوع قانونا ويطلب من المدارس الأجنبية أن تقوم بتدريس دروس تمهيدية عن الإسلام. [بحاجة لمصدر]. القيود المفروضة على الشعية إضافة إلى منع المسيحيين واليهود والهندوس والمجوس وغيرهم من أداء شعائرهم علنا غالبا ما توصف بأنها ميز عنصري 
وقد ذهبت الحكومة السعودية إلى أبعد من منع المسيحيين في أماكن قانونية مخصصة لذلك بل وصلت لمداهمة اجتماعات صلاة خاصة بين المؤمنين المسيحيين في منازلهم. في 15 ديسمبر 2011، اعتقلت سلطات الأمن السعودية 35 من المسيحيين الإثيوبيين في جدة كانوا يصلون في المنزل، وتم الاعتداء عليهم بالضرب وتهديدهم بالقتل. عندما سئل أرباب العمل العمال الإثيوبية 'قوات الأمن عن سبب إلقاء القبض عليهم فكان ردهم «لممارسة المسيحية» وفي وقت لاحق. وإثر ضغط دولي متزايد تم تغيير التهمة إلى «الاختلاط مع الجنس الآخر» مع الإشارة أن حرية الدين والضمير إلى جانب ممارسة الشعار الدينية والطقوس هو حق أساسي من حقوق الإنسان في الإعلان العالمي لحقوق الإنسان
حرية الدين موجودة في كل الأراضي العربية والمسلمة، لكن ممنوعة في المدينتين المقدستين في المملكة العربية السعودية لأنها أراضي مقدسة للمسلمين وهي خاصة للمسلمين وحسب. وفي ديسمبر من العام 2012 اعتقلت الشرطة الدينية أكثر من 41 إثر اقتحام منزل بمحافظة الجوف السعودية وقد آتهموا بـ«التحضير للاحتفال بعيد الميلاد»

## منظمة العفو الدولية
بناءً على تقرير منظمة العفو الدولية لسنة 2010 استخدمت السلطات عدداً كبيراً من الإجراءات لقمع حرية التعبير وغيرها من الأنشطة المشروعة. وتم القبض على الكثير من الأشخاص للاشتباه في صلتهم بالإرهاب. وظل في السجون آلاف منهم قُبض عليهم في السنوات السابقة كإجراء أمني، وبينهم سجناء رأي. وحُوكم نحو 330 من المشتبه فيهم أمنياً في محاكمات وصفتها المنظمة الدولية بالجائرة أمام محكمة متخصصة جديدة التأسيس وفق القانون، ولكنها محكمة خاصة وجلساتها مغلقة. وحُكم على شخص واحد بالإعدام، بينما صدرت أحكام بالسجن على 323 متهماً. وواصلت الحكومة احتجاز عدد من نشطاء حقوق الإنسان ومنتقدي الحكومة السلميين، بما في ذلك بعض الذين قُبض عليهم في سنوات سابقة. وقد اعتُبروا في عداد سجناء الرأي.

## احتجاجات 2011
استجابت الحكومة لاحتجاجات مرتبة ومؤيدة للإصلاح في أوائل 2011 بتقديم منح إضافية للمواطنين بما قيمته 127 مليار دولاراً أمريكيا، حسبما ورد. بيد أن الاحتجاجات المتفرقة استمرت لا سيما من جانب الشيعة في المنطقة الشرقية الذين يدعون تعرضهم للتمييز ويطالبون بالإفراج عن سجناء سياسيين. وفي 5 مارس/آذار، كررت وزارة الداخلية التأكيد على حظر التظاهرات العامة حظراً تاماً، وأدت التعبئة الضخمة لقوات الأمن من تهديدات إلى إيقاف «يوم الغضب» الذي خطط له دعاة الإصلاح ونادوا بأن يكون 11 مارس/آذار. ورغم ذلك، فقد ألقي القبض على مئات الأشخاص لصلتهم باحتجاجات عام 2011، وهم بالأساس من أفراد الأقلية الشيعية، أو النشطاء دعاة الإصلاح أو نشطاء حقوق المرأة. وأفرج عن الكثيرين دون توجيه أي اتهامات لهم.
وفي 15 مارس/آذار، أرسلت الحكومة 1200 جندي سعودي ودبابات وعربات مدرعة عبر الجسر الموصل إلى البحرين ليساعدوا في قمع الاحتجاجات المطالبة بالإصلاح هناك، بدعوة من الأسرة الحاكمة في البحرين، على ما يبدو 

## المعارضة السياسية
استمرت السلطات في قمع الأشخاص الذين يطالبون بالإصلاح السياسي وغيره من الإصلاحات، بالإضافة إلى النشطاء والمدافعين عن حقوق الإنسان. وقد احتُجز بعضهم بدون تهمة أو محاكمة، بينما واجه آخرون محاكمات بتهم غامضة من قبيل «الخروج على ولي الأمر».
وُجهت إلى كل من الدكتور عبد الله الحامد ومحمد بن فهد بن مفلح القحطاني، وهما من مؤسسي «جمعية الحقوق المدنية والسياسية في السعودية» (حسم)، وهي منظمة غير حكومية غير مرخصة، تُهمة السعي إلى زعزعة الأمن ونشر الفوضى والإخلال بالطمأنينة العامة وتفتيت الوحدة الوطنية وتدمير مقدرات الأمة ومكتسباتها وغرس بذور الفتنة والانشقاق ونزع الولاية والخروج على ولي الأمر والتشكيك في الذمم.
في مارس/آذار مثُل الكاتب والمدافع عن حقوق الإنسان مخلف دهام الشمري للمحاكمة أمام «المحكمة الجزائية المتخصصة»، وواجه مجموعة من التهم، من بينها السعي إلى تشويه سمعة المملكة العربية السعودية في وسائل الإعلام العالمية، والاتصال بمنظمات مشبوهة واتهام مؤسسات في الدولة بالفساد. وفي فبراير/شباط كان قد أُطلق سراحه بكفالة بعد قضائه سنة ونصف السنة في الحجز. وقُبض عليه عندما انتقد علناً تحامل علماء دين سنة على الأقلية الشيعية ومعتقداتها. وفي أبريل/نيسان منعته السلطات من مغادرة السعودية لمدة 10 سنوات. وفي نهاية العام كانت محاكمته لا تزال جارية.
وفي أبريل/نيسان حُكم على محمد صالح البجادي، وهو أحد مؤسسي «جمعية الحقوق المدنية والسياسية في السعودية» بالسجن لمدة أربع سنوات ومُنع من السفر إلى الخارج لمدة خمس سنوات. وقد أُدين بتهمة الاتصال مع هيئات أجنبية و«الإخلال بالأمن» وغيرها من الجرائم، ومنها تشويه صورة الدولة في وسائل الإعلام، ودعوة أهالي المعتقلين إلى التظاهر والاعتصامات، وحيازة كتب ممنوعة. وقد أعلن إضراباً عن الطعام لمدة خمسة أسابيع.

## العمالة الوافدة
يوجد في المملكة العربية السعودية أكثر من 10 ملايين و200 ألف عامل أجنبي يمتهنون أعمالا يدوية ومحاسبية وخدمية ومنزلية، ويشكلون ثلث تعداد سكان المملكة وأكثر من نصف قوة العمل فيها. تشير تقارير منظمات حقوق الإنسان الدولية أن قوانين العمل ونظام الكفيل لا يضمن حماية كافية للعمالة الوافدة، الذين يشكلون قرابة ثلث عدد السكان. وكان بعض أولئك العمال عرضة للاستغلال وإساءة المعاملة على أيدي أصحاب العمل. وتعرضت بعض عاملات المنازل بشكل خاص لخطر العنف الجنسي وغيره من أشكال الانتهاكات. أجرت السعودية عددا من الإصلاحات المتعلقة بسوق العمل ومن أهمها إلغاء سلطة الكفيل في التنقل الوظيفي والسفر ضمن مبادرة تحسين العلاقة التعاقدية التي أعلنت عنها في نوفمبر 2020، وهي إحدى مبادرات رؤية السعودية 2030.
في أكتوبر 2017 انتقد المرصد الأورومتوسطي لحقوق الإنسان ما قال إنه تجاهل من السلطات السعودية للانتهاكات الخطيرة بحق العمالة الوافدة. المرصد قال أيضًا إن السلطات تتقاعس عن تفعيل قوانينها العمالية لمواجهة الانتهاكات غير الإنسانية بحق العمال الأجانب الذين أصبحت حياتهم كالرقيق نتيجة هذه الانتهاكات. ووفقًا للمرصد، فرضت السعودية رسومًا إضافية على الوافدين من العمال والمرافقين لهم، مثل الضرائب المالية على الخدمات والمساكن والأفراد المرافقين مما زاد من سوء أوضاعهم المعيشية وأجبر عشرات الألاف منهم على مغادرة المملكة. السلطات السعودية رحّلت أيضًا آلاف العمال المخالفين من البلاد بعد احتجازهم وتعريضهم لإساءات جسيمة بحسب المصدر.
وأصدر مجلس الوزراء السعودي لائحة عُمَّال الخدمة المنزلية ومن في حكمهم بهدف تنظيم العلاقة بين صاحب العمل وعامل الخدمة المنزلية ومن أهم ما تضمنه إلزام صاحب العمل بعد تكليف عامل الخدمة المنزلية بعمل غير المتفق عليه في العقد أو بعمل فيه خطر يهدد صحته، أو يمس كرامته أو بالعمل لدى الغير، كما ألزمت صاحب العمل بأن يدفع للعامل الأجر المتفق عليه نهاية كل شهر دون تأخير، بالإضافة إلى وجوب توفير السكن المناسب لعامل الخدمة المنزلية، وتمكينه من التمتع براحة يومية لمدة لا تقل عن تسع ساعات يوميًا، وإجازة أسبوعية بحسب ما يتفق عليه الطرفان، وأحقيته في حال المرض في الحصول على إجازة مرضية مدفوعة الأجر، والحصول على إجازة لمدة شهر مدفوعة الأجر في حال إكمال مدة سنتين في العمل لدى صاحب العمل، واستحقاقه مكافأة نهاية خدمة بعد انتهاء العقد في حال إكماله مدة أربعة سنوات عمل. كما تضمنت مواد اللائحة أحكامًا تلزم عامل الخدمة المنزلية باحترام تعاليم الدين الإسلامي، والأنظمة المعمول بها في المملكة وثقافة المجتمع السعودي، والتزامه أيضًا بأداء العمل وفق ما هو متفق عليه في عقد العمل المبرم مع صاحب العمل، كما اشتملت على عدد من العقوبات التي تطبق على كل من يخالف الأحكام الواردة فيها من قبل طرفي العلاقة.
وصدرت العديد من الأوامر الملكية والسامية وقرارات مجلس الوزراء المتعلقة بحقوق الإنسان. وأطلقت السعودية محاكم عمالية متخصصة في أكتوبر 2018 بمسار رقمي كامل لتسريع إنهاء القضايا.

## البدون
هناك حوالي 70 ألف في السعودية «بدون جنسية»، ويسمون بالبدون. وقال ولي العهد السعودي الأمير محمد بن سلمان عن قضية البدون إن وزير الداخلية الأمير عبدالعزيز بن سعود مكلف من قبل الملك سلمان بدراسة الملف.